# Symbrenthia florida
Symbrenthia florida är en fjärilsart som beskrevs av Swinhoe 1903. Symbrenthia florida ingår i släktet Symbrenthia och familjen praktfjärilar. Inga underarter finns listade i Catalogue of Life.